# Савин, Кондратий Иванович
Кондра́тий Ива́нович Са́вин (1919—1985) — советский военный. Участник Великой Отечественной и советско-японской войн. Кавалер ордена Славы II степени и двух орденов Славы III степени. На момент представления к ордену Славы II степени — старший сержант, командир отделения роты противотанковых ружей 1314-го стрелкового полка 17-й стрелковой дивизии. С 1947 года — лейтенант запаса.
Официально не является полным кавалером ордена Славы, так как приказ о награждении орденом Славы III степени от 28 июля 1944 года был найден только в начале 2000-х годов, и процедура перенаграждения не была осуществлена.

## Биография
Кондратий Савин родился 8 марта 1919 года в большой и дружной семье крестьянина Ивана Савина в селе Дёмино Куяганской волости Бийского уезда Алтайской губернии (ныне — село в Солонешенском районе Алтайского края). Кондратий закончил 7 классов Дёминской школы и пошёл работать в Дёминский колхоз имени П. Кокорина — односельчанина, героя Гражданской войны.

## Участие в Великой Отечественной войне
В ряды Рабоче-крестьянской Красной Армии К. И. Савин был призван Солонешенским РВК Алтайского края в сентябре 1939 года. В боях Великой Отечественной войны красноармеец Савин — с 13 августа 1942 года на Западном фронте в должности телефониста отельного батальона связи 125-й отдельной стрелковой бригады 3-й армии.
Участвовал в кровопролитных сражениях Ржевской битвы, за что 22 сентября 1942 года получил первую боевую награду — медаль «За боевые заслуги». Командир батальона майор Васильев в наградном листе отметил:

Красноармеец-телефонист Савин Кондратий, дисциплинированный, в борьбе с немецкими захватчиками проявил себя мужественным и стойким связистом. На счету товарища Савина имеется много устраненных повреждений прямо во время боев и сильнейших немецких артиллерийских и минометных обстрелов. В бою в районе Пасынки под сильным вражеским артиллерийским огнём он навел телефонную кабельную линию. Кроме того во время дежурства на телефонном аппарате Савин четко выполнял свои обязанности, связь работала беспрерывно. В ночь на 3 сентября противник вел бешеный беспрерывный огонь и от взрывов кабели постоянно рвались. Савин не ушел с линии обстрела и спокойно соединял порванные концы телефонных кабелей, эта работа продолжалась им всю ночь, а к утру, немцы пошли в атаку. Связь благодаря Савину работала отлично, вовремя был вызван артиллерийский огонь, и атака немцев была остановлена.

## Орден Славы 3-й степени
После расформирования бригады летом 1943 года К. И. Савин в звании сержанта попал 1314-й стрелковый полк 17-й стрелковой дивизии и был назначен бронебойщиком роты противотанковых ружей. В боях с 22 по 26 ноября 1943 года в районе деревни Сакумовичи Савин из противотанкового ружья подбил танк, а затем личным примером поднял других солдат в наступление. 30 ноября 1943 года он был награждён Орденом Славы III степени.

## Второй орден Славы 3-й степени
26—27 июня 1944 года младший сержант Кондратий Савин в боях по преследованию противника в районе деревни Рудня и хутора Журавец заметил группу немцев, устанавливающих орудие для стрельбы по советским позициям. По собственной инициативе под сильным огнём противника он выдвинул своё отделение в непосредственную близость к этой группе и подавил из противотанкового ружья вражеский пулемёт, прикрывавший орудие. Затем открыл огонь по самому артиллерийскому расчёту противника. В результате немцы бросили орудие, повозку с имуществом и скрылись. Кондратий получил звание старшего сержанта и стал командиром отделения роты противотанковых ружей.

## Орден Славы 2-й степени
27 августа 1944 года в бою в районе Грабовница (Варшавского воеводства) 6 немецких танков пытались окружить и уничтожить советский батальон. Савин со своим отделением незамедлительно выдвинулся вперёд и установил засаду, из противотанкового ружья подбил два танка. Остальные танки, не выдержав огня, повернули обратно. Благодаря смелости и отваге Савина вылазка противники была подавлена и угроза окружения была ликвидирована.
13 ноября 1944 года он был награждён Орденом Славы II степени и получил звание старшины.

## Дальнейшая служба
17 января 1945 года в бою в районе польской деревни Жабен-Корневски, несмотря на сильный миномётно-пулемётный обстрел противника, Кондратий Савин первым бросился в штыковую атаку, увлекая за собой бойцов своего взвода, затем спрыгнул в немецкую траншею. Начался рукопашный бой. 27 января 1945 года Савин награждён медалью «За отвагу».
В дальнейшем он принимал участие в штурме Кёнигсберга и Берлина, а после победы над Германией был направлен на Дальний Восток, где участвовал в разгроме Квантунской армии. После окончания советско-японской войны продолжал службу в армии. В запас уволился в 1947 году в звании лейтенанта.

## После войны
Пока Кондратий был на фронте в родном Дёмино, произошла трагедия. Его жена с односельчанами сопровождала хлеб в Бийск и с её ведома женщины взяли по горстке пшеницы для детей, но кто-то донёс, и всех сопровождавших обоз посадили в тюрьму. Жена Кондратия впоследствии умерла от воспаления легких.
По возвращении на родину Кондратий Иванович работал в колхозе, вырастил 10 детей. В 1979 году вышел на заслуженную пенсию.
Перед смертью жил в с. Степное (в 12 км от родного села). Умер Кондратий Иванович в 1985 году в с. Степное, где его и похоронили.
В начале 2000-х годов при изучении военных архивов был найден приказ по 17-й стрелковой дивизии № 116 от 28 июля 1944 года о награждении К. И. Савина орденом Славы III степени. По каким-то причинам награда не была вручена герою, который сразу после победы над Германией был направлен на Дальневосточный фронт. Орденскую книжку 9 мая 2002 года на торжественной школьной линейке в с. Дёмино вручили его старшей дочери Валентине Кондратьевне Котеневой (Савиной).

## Награды
- орден Отечественной войны 2-й степени (06.04.1985)
- орден Славы 2-й степени (13.11.1944)
- орден Славы 3-й степени (30.11.1943)
- орден Славы 3-й степени (28.07.1944)
- медали СССР, том числе:
  - медаль «За отвагу» (27.01.1945)
  - медаль «За боевые заслуги» (22.09.1942)
  - медаль «За победу над Германией в Великой Отечественной войне 1941-1945 гг.»
  - медаль «За победу над Японией»
  - медаль «За взятие Кёнигсберга»

## Документы
- Общедоступный электронный банк документов «Подвиг Народа в Великой Отечественной войне 1941—1945 гг.» Дата обращения: 25 февраля 2015. Архивировано из оригинала 13 марта 2012 года.

Орден Отечественной войны 2-й степени.
Орден Славы 2-й степени.
Орден Славы 3-й степени от 30 ноября 1943 года.
Орден Славы 3-й степени от 28 июля 1944 года.
Медаль «За отвагу».
Медаль «За боевые заслуги».